# 加藤信夫
加藤 信夫（かとう のぶお、1948年9月14日 - ）は、宮崎県串間市出身のジャーナリスト。

## 学歴
- 早稲田大学政経学部経済学科卒

## 職歴
- 1973年毎日新聞社入社
- 2004年毎日新聞西部本社編集局長
- 2007年スポーツニッポン新聞社取締役西部本社代表
- 2010年スポーツニッポン新聞社常務取締役広告担当

- 主に教育と、障害者問題を中心にした福祉の分野を取材。毎日新聞の編集局長時代、毎週日曜日に社会時評コラム「糸でんわ」を連載した。共著に「教室の冒険」（毎日新聞社刊）などがある。